# Język fore
Język fore – język papuaski używany w prowincji Eastern Highlands w Papui-Nowej Gwinei, przez lud Fore w dystrykcie Okapa. Według danych z 1991 roku posługuje się nim 17 tys. osób.
Dzieli się na dwa główne dialekty: pamusa (południowy), północno-centralny. Odmiany północna i centralna są sobie bardzo bliskie, ta pierwsza ma charakter prestiżowy.
Sporządzono słownik, a także opis jego gramatyki. Jest zapisywany alfabetem łacińskim.